# Puiggariopsis aurifolia
Puiggariopsis aurifolia là một loài Rêu trong họ Hypnaceae. Loài này được (Mitt.) M. Menzel miêu tả khoa học đầu tiên năm 1992.